# المشاعلة
قرية المشاعلة هي إحدى القرى التابعة لمركز أبو كبير في محافظة الشرقية في جمهورية مصر العربية. حسب إحصاءات سنة 2006، بلغ إجمالي السكان في المشاعلة 10193 نسمة، منهم 5227 رجل و4966 امرأة. ومن أعلامها عبد الشكور شعلان نائب رئيس البنك الدولي.